# Ільїно (Шатровський район)
І́льїно (рос. Ильино) — село у складі Шатровського району Курганської області, Росія. Входить до складу Шатровської сільської ради.
Населення — 561 особа (2010, 661 у 2002).
Національний склад станом на 2002 рік: росіяни — 92 %.